# Kroghsgade
Kroghsgade er en gade beliggende på Østerbro i København. Gaden strækker sig mellem Ryesgade og Sortedam Dossering.

## Baggrund og navngivning
Gaden er opkaldt efter Gerhardt Christoph von Krogh (1785–1860), der var dansk general og deltog i den første slesvigske krig (1848–1850). Navngivningen er en del af et lokaltema i kvarteret omkring Ryesgade, hvor flere gader bærer navne efter militærpersoner og begivenheder fra denne periode i danmarkshistorien. Bebyggelsen i Kroghsgade stammer fra 1880’erne.